# Gouverneur général de la Fédération des Indes occidentales
Cet article présente la liste des gouverneurs généraux de la Fédération des Indes occidentales, comprenant Antigua (avec Barbuda), la Barbade, les îles Caïmans, la Dominique, la Grenade, la Jamaïque, Montserrat, Saint-Christophe-Niévès-Anguilla, Sainte-Lucie, Saint-Vincent, Trinité-et-Tobago et les îles Turques-et-Caïques.
La Fédération est créée le 3 janvier 1958 et officiellement dissoute le 31 mai 1962. Bien que le gouverneur général soit tenu de prendre en compte l'avis du Premier ministre de la Fédération, il s'agit du plus puissant et du plus prestigieux des deux postes : concentrant presque tout le pouvoir exécutif au sein du gouvernement, il possède des pouvoirs plus larges que ceux des autres gouverneurs généraux exerçant dans les dominions.

## Gouverneur général de la Fédération des Indes occidentales
| No | Portrait | Titulaire                          | Mandat         | Mandat      | Mandat                    | Monarque     | Premier ministre       |
| No | Portrait | Titulaire                          | Début          | Fin         | Durée                     | Monarque     | Premier ministre       |
| -- | -------- | ---------------------------------- | -------------- | ----------- | ------------------------- | ------------ | ---------------------- |
| 1  |          | Patrick Buchan-Hepburn (1901-1974) | 3 janvier 1958 | 31 mai 1962 | 4 ans, 4 mois et 28 jours | Élisabeth II | Grantley Herbert Adams |